# Гоешти (Долж)
Гоешти (рум. Goeşti) насеље је у Румунији у округу Долж у општини Гојешти. Oпштина се налази на надморској висини од 144 m.

## Становништво
Према подацима из 2011. године у насељу је живело 3357 становника.